# برف‌چال

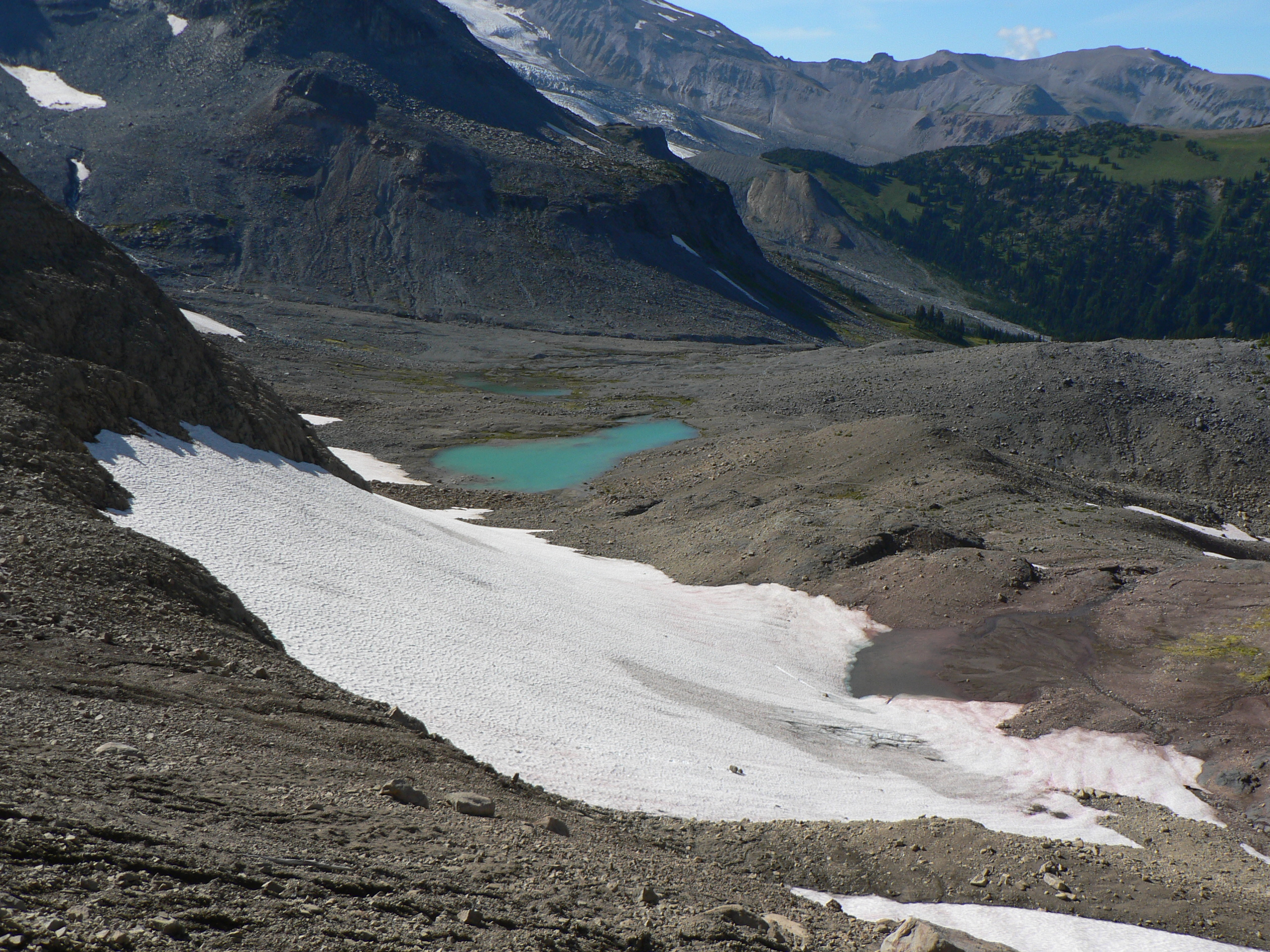

برف‌چال یا پهنه برف چاله‌های کم‌ژرفا در کوهستان‌ها هستند که برف در آن انباشته شده‌است. این پهنه‌ها معمولاً سطحی هموار دارند.